# Non, je ne regrette rien
Non, je ne regrette rien (betekenis: Nee, ik heb nergens spijt van) is een Frans lied, geschreven door Michel Vaucaire in 1956. De muziek is geschreven door Charles Dumont.
Het is door verschillende artiesten gezongen maar de versie van Édith Piaf uit 1960 is het bekendst. Ze droeg dit nummer op aan het Frans Vreemdelingenlegioen dat destijds verwikkeld was in de Algerijnse Oorlog. Dit legioen was ook betrokken bij de mislukte staatsgreep van 23 april 1962 die tegelijk plaatsvond in Frankrijk en in Frans-Algerije. Na hun overgave hebben ze dit nummer als hun lijflied gekozen. Ze zingen het sindsdien elk jaar tijdens de militaire parade van de Franse nationale feestdag.
Het nummer werd gebruikt in verschillende films, onder andere in Intolerable Cruelty, Babe: Pig in the City en La vie en rose. Voor Christopher Nolans film Inception uit 2010 werd door Hans Zimmer een aangepaste, vertraagde versie gemaakt. Er verschenen diverse covers, onder meer van Shirley Bassey.
In Nederland behaalde de versie van Édith Piaf de eerste plaats in de hitparade, in de lente van 1961.

## De tekst
In de tekst vertelt de zangeres dat ze geen spijt heeft van het verleden, noch  van de mooie dingen, noch van de minder goede dingen. Ze heeft haar ervaringen, haar herinneringen, waar ze vrede mee neemt, en ze begint nu opnieuw met een nieuwe liefde vanaf nul.

## Notering in NPO Radio 5 Evergreen Top 1000
| Evergreen Top 1000 "Non, Je Ne Regrette Rien" | Evergreen Top 1000 "Non, Je Ne Regrette Rien" | Evergreen Top 1000 "Non, Je Ne Regrette Rien" | Evergreen Top 1000 "Non, Je Ne Regrette Rien" | Evergreen Top 1000 "Non, Je Ne Regrette Rien" | Evergreen Top 1000 "Non, Je Ne Regrette Rien" | Evergreen Top 1000 "Non, Je Ne Regrette Rien" | Evergreen Top 1000 "Non, Je Ne Regrette Rien" | Evergreen Top 1000 "Non, Je Ne Regrette Rien" | Evergreen Top 1000 "Non, Je Ne Regrette Rien" | Evergreen Top 1000 "Non, Je Ne Regrette Rien" | Evergreen Top 1000 "Non, Je Ne Regrette Rien" | Evergreen Top 1000 "Non, Je Ne Regrette Rien" | Evergreen Top 1000 "Non, Je Ne Regrette Rien" | Evergreen Top 1000 "Non, Je Ne Regrette Rien" | Evergreen Top 1000 "Non, Je Ne Regrette Rien" | Evergreen Top 1000 "Non, Je Ne Regrette Rien" |
| Jaar                                          | 2008                                          | 2009                                          | 2010                                          | 2011                                          | 2012                                          | 2013                                          | 2014                                          | 2015                                          | 2016                                          | 2017                                          | 2018                                          | 2019                                          | 2020                                          | 2021                                          | 2022                                          | 2023                                          |
| --------------------------------------------- | --------------------------------------------- | --------------------------------------------- | --------------------------------------------- | --------------------------------------------- | --------------------------------------------- | --------------------------------------------- | --------------------------------------------- | --------------------------------------------- | --------------------------------------------- | --------------------------------------------- | --------------------------------------------- | --------------------------------------------- | --------------------------------------------- | --------------------------------------------- | --------------------------------------------- | --------------------------------------------- |
| Positie                                       | 16                                            | 57                                            | 24                                            | 24                                            | 16                                            | 21                                            | 18                                            | 58                                            | 47                                            | 64                                            | 100                                           | 99                                            | 127                                           | 39                                            | 70                                            | 79                                            |

## NPO Radio 2 Top 2000
| Nummer met noteringen in de NPO Radio 2 Top 2000 | '99 | '00 | '01 | '02 | '03 | '04 | '05 | '06 | '07 | '08 | '09 | '10 | '11 | '12 | '13 | '14 | '15 | '16 | '17 | '18 | '19 | '20 | '21 | '22 | '23 | '24 |
| ------------------------------------------------ | --- | --- | --- | --- | --- | --- | --- | --- | --- | --- | --- | --- | --- | --- | --- | --- | --- | --- | --- | --- | --- | --- | --- | --- | --- | --- |
| Non, je ne regrette rien                         | 106 | 234 | 403 | 507 | 312 | 313 | 309 | 236 | 158 | 224 | 277 | 328 | 263 | 413 | 363 | 427 | 460 | 622 | 582 | 577 | 813 | 858 | 372 | 483 | 560 | 736 |

1. ↑  Een vetgedrukt getal geeft de hoogste notering aan.